# State of Decay (Doctor Who)
Pour les articles homonymes, voir State of Decay.
State of Decay (État de décadence)  est le cent-douzième épisode de la première série de la série télévisée britannique de science-fiction Doctor Who. Originellement diffusé sur la BBC en quatre parties du 22 novembre au 13 décembre 1980, cet épisode est le deuxième d'une trilogie se déroulant dans l'univers d'E-Space qui se termine avec « Warriors' Gate. »

## Accroche
Le Docteur et Romana découvrent qu'Adric s'est introduit sur le vaisseau. À la recherche d'un moyen de quitter l'univers parallèle de l'E-Space, ils atterrissent sur une planète dont le système ressemble à la féodalité. Les habitants semblent vivre dans la crainte de trois dirigeants vivant dans un mystérieux château. Le Docteur découvre qu'ils font partie d'une ancienne race ennemie des seigneurs du temps.

## Distribution
- Tom Baker — Le Docteur
- Lalla Ward — Romana
- Matthew Waterhouse  — Adric
- John Leeson - Voix de K-9
- William Lindsay — Zargo
- Rachel Davies — Camilla
- Emrys James — Aukon
- Clinton Greyn — Ivo
- Rhoda Lewis — Marta
- Dean Allen — Karl
- Thane Bettany — Tarak
- Iain Rattray — Habris
- Arthur Hewlett — Kalmar
- Stacy Davies — Veros
- Stuart Fell — Roga
- Stuart Blake — Zoldaz

## Résumé
Toujours à la recherche d'un moyen de sortir de l'E-space, le Docteur et Romana suivent les conseils de K-9 et tentent d'approcher une planète qui semble peuplée. Toutefois, après avoir posé le pied sur celle-ci, ils s'aperçoivent qu'elle semble avoir régressé jusqu'au Moyen Âge et que sa population s'est réduite à un village dont les habitants vivent sous la crainte des occupants d'un château non loin. Là, y règnent deux hommes et une femme : Zargo, Camilla, et Aukon.
Le Docteur et Romana sont contactés par des rebelles qui ont découvert de vieux appareils Terriens. En les examinant, ils s'aperçoivent que Zargo, Camilla et Aukon sont les capitaines d'un cargo terrien venu s'échouer sur cette planète tandis que les villageois sont les descendants des passagers. À l'intérieur du TARDIS, K-9 découvre qu'Adric s'est introduit dans le vaisseau à la suite de leur dernière aventure. En sortant, celui-ci se retrouve au village et est repéré par Aukon qui détecte qu'il n'est pas de cette planète et décide de l'amener au château en tant qu'élu. En effet, il arrive que de jeunes gens soient amenés au château et ne reviennent plus jamais.
Ayant demandé audience auprès de Zargo et Camilla, le Docteur et Romana entrent dans le château et découvrent qu'il s'agit en réalité d'un vaisseau extraterrestre. Après une brève discussion avec Zargo et Camilla, où ceux-ci expliquent être devenus les maîtres de cette planète, les deux seigneurs du temps explorent le vaisseau. Ils découvrent des machineries destinées à prendre le sang des jeunes gens afin de rester vivants éternellement. Le Docteur en déduit que les astronautes sur le vaisseau sont devenus des vampires, une race ennemie des seigneurs du temps et s'étant retranchée dans l'E-space après une guerre ayant eu lieu des millénaires auparavant.
Détectés comme des seigneurs du temps, le Docteur et Romana sont menés dans une cellule mais sont délivrés par l'intrusion d'un rebelle nommé Tarak. Le Docteur repart dans le TARDIS tandis que Romana reste afin de partir à la recherche d'Adric dont elle a appris la capture. Elle et Tarak le retrouvent, en transe. Hélas, leur intrusion réveille Zargo et Camilla qui les attaquent. Tarak est tué. Aukon arrive après avoir été en contact avec l'esprit du grand vampire, celui qui les contrôle. Il veut Adric en tant qu'élu destiné à être vampirisé, tandis que Romana, en tant que représentante de la race ennemie de leur maître, est vouée au sacrifice. Adric refuse de se rebeller et accepte de faire partie des "élus".
À l'intérieur du TARDIS, le Docteur et K-9 découvrent que les grands vampires ne peuvent être vaincus que par des vaisseaux métalliques construits par Rassilon. Avec l'aide des rebelles et de K-9, le Docteur réussit à prendre d'assaut la tour, après leur avoir montré le dernier des grands vampires, une créature immense avec des ailes de chauve-souris, que Zargo, Camilla et Aukon cherchent à réveiller. Adric révèle qu'il faisait semblant et le Docteur parvient à réanimer les fusées des trois voyageurs afin que l'une d'entre elles retombe et atterrisse dans le cœur du grand vampire.
Une fois celui-ci mort, les trois vampires vieillissent jusqu'à retourner en poussière. Les habitants de la planète, détachés de l'emprise des vampires sur leur planète peuvent désormais développer leur civilisation. Le Docteur et Romana décident de ramener Adric sur sa planète d'origine.

### Continuité
- On découvre qu'Adric s'est introduit dans le vaisseau à la fin de l'épisode précédent. Il fait même référence à un membre de sa famille (son frère) qui s'est sacrifié pour le Docteur.
- Full Circle, State of Decay et Warriors' Gate forment une trilogie se déroulant dans l'univers parallèle de l'E-space.
- Le Docteur parle une nouvelle fois de son enfance sur Gallifrey et du vieil ermite qu'il a rencontré. Celui-ci lui aurait parlé des vampires. Il s'avère que cet ermite est K'anpo (ou Cho-Je), qui fut mentionné la première fois dans l'épisode The Time Monster et vu dans Planet of the Spiders  lors de la régénération du Docteur.
- Les vampires de cet épisode sont une tout autre race que celle de l'épisode du onzième Docteur Les Vampires de Venise.